# Argus As 411
Argus As 411 byl německý vzduchem chlazený letecký invertní dvanáctiválcový vidlicový motor vyráběný firmou Argus Motoren.
Šlo o vylepšenou a výkonnější verzi motoru Argus As 410. Výkon byl zvýšen asi 25%. Většina výroby probíhala v Renaultu v obsazené Paříži, tyto motory byly používány k pohonu letounů Siebel Si 204 a po válce Dassault MD 315 Flamant. Motor poskytoval výkon 600 PS (592 hp, 441 kW) při 3 300 ot./min.
Po skončení druhé světové války v Renaultu výroba pokračovala pod označením Renault 12S a po sloučení francouzských výrobců motorů do společnosti SNECMA v roce 1945 pod novým názvem SNECMA 12S.

## Varianty
As 411
Renault 12S
SNECMA 12S
SNECMA 12T

## Použití
- Arado Ar 96
- Arado Ar 396
- Breguet 892 Mercure (4 × 12S)
- Dassault MD 315 Flamant
- Focke-Wulf Fw 189
- Pilatus P-2
- Siebel Si 204
- SNCAC NC.2001
- Sud Ouest S.O.93

## Specifikace (SNECMA 12S)

### Technické údaje
- Typ: Vzduchem chlazený, pístový, invertní, letadlový dvanáctiválec do V
- Vrtání: 105 mm
- Zdvih: 115 mm
- Objem válců: 12 l
- Délka: 1 620 mm
- Šířka: 700 mm
- Výška: 992 mm
- Suchá hmotnost: 369 kg

### Součásti
- Ventilový rozvod: OHV (s jedním sacím a jeden výfukovým ventilem na válec)
- Palivová soustava: karburátor Bronzavia 92-195A1
- Mazání: oběžné, se suchou klikovou skříní (provozní tlak 3,9 baru)
- Chlazení: vzduchem

### Výkony
- Výkon:
  - 600 k (441 kW) při 3 300 ot/min (vzletový výkon)
  - 440 k (323 kW) při 3 250 ot/min ve 2 400 m (normální výkon)
  - 350 k (257 kW) při 3 100 ot/min ve 2 600 m (max. cestovní výkon)
- Měrný výkon: 37 kW/l
- Kompresní poměr: 6,4:1
- Měrná spotřeba paliva: 0,30 kg/kW/h
- Poměr výkon/hmotnost: 0,83 kg/kW